# Lac du Fou
Lac du Fou är en sjö i Kanada.   Den ligger i regionen Mauricie och provinsen Québec, i den sydöstra delen av landet, 260 km nordost om huvudstaden Ottawa. Lac du Fou ligger 278 meter över havet. Arean är 3,1 kvadratkilometer. Den sträcker sig 3,2 kilometer i nord-sydlig riktning, och 2,7 kilometer i öst-västlig riktning.
I omgivningarna runt Lac du Fou växer i huvudsak blandskog. Trakten runt Lac du Fou är nära nog obefolkad, med mindre än två invånare per kvadratkilometer.